# Tuxcueca
Tuxcueca è un comune del Messico, situato nello stato di Jalisco.